# Чистохвалов, Юрий Алексеевич
Юрий Алексеевич Чистохвалов (1 июля 1937, Баку, СССР — 23 октября 2011, Владимирская область, Россия) — советский футболист и тренер.

## Биография
Воспитанник бакинского футбола. Не пробившись в состав местного «Нефтяника», большую часть своей карьеры провёл в «Спартаке» из Нальчика, в составе которого выступал в классе «Б» советского футбола. Также играл за грозненский «Нефтяник».
Завершив карьеру, вошёл в тренерский штаб «Спартака», проработал почти пять лет и помог попасть в большой футбол известному кабардинскому футболисту Хасанби Биджиеву, устроив того в спортшколу «Эльбрус».
В 1980 году возглавлял сборную Сейшельских островов по футболу.
Последние годы прожил во Владимирской области, скончался в 2011 году на 75-м году жизни.